# Арсеній Еласонський
Арсе́ній Еласо́нський, або Арсеній Грек (1549—1626) — церковний діяч і педагог в Україні грецького подження, перший ректор Львівської братської школи. Високоосвічена людина свого часу. Родом з Фесалії (область на Пн. Сх. Греції); на початку 80-х рр. 16 ст. був єпископом в Еласоні. У 1586 році запрошений у Львівську братську школу, де добре поставив справу навчання. Працював до 1588 року.
Дитинство і юність
Його батько Феодор був священиком, а мати Хрисанфа сестрою Лариського митрополита Неофіта та племінницею святого Віссаріона Лариського. Після смерті батька і чернечого постригу матері юним Апостолісом опікувався його старший брат єпископ Стагонський Іоасаф. Юнак одержав чудову освіту і згодом прийняв чернецтво з ім’ям Арсеній. Через кілька днів після постригу митрополитом Лариським Ієремією, майбутнім Патріархом Константинопольським, Арсеній був висвячений на ієродиякона. Після смерті брата Іоасафа Арсеній жив у монастирі Дісіку, де у 1579 році став ієромонахом. У 1584 році Арсеній стає архієпископом Еласони та Дімоніка. Сучасники відзначали внутрішню шляхетність та високі моральні риси святителя Арсенія. Серед свого оточення Святитель вирізнявся розумом та освіченістю, літературними здібностями. Саме тому, з благословення Патріарха Феоліпта II, святитель Арсеній очолив посольство, що вирушило в 1586 році із Греції в Москву.
Побожний цар Феодор Іоаннович прийняв святителя Арсенія та його супутників вельми ласкаво. Святитель вручив цареві патріарші листи та дарунки. Через місяць Феодор Іоаннович відпустив послів назад до Константинополя, відправляючи з ними щедру милостиню для патріарха.
Діяльність у Львівському братстві
На зворотному шляху посольство зробило зупинку у Львові. Тут, при міському храмі Успіння Пресвятої Богородиці, здавна існувало православне братство, утворене для того, щоб оберігати православних від латинського впливу. Ініціатори створення братства усвідомлювали, що освіта – найкраща зброя для захисту своєї віри. Тому шкільна справа була під особливою опікою братчиків.
Члени братства і місцевий православний єпископ Гедеон (Балабан) наполегливо просили святителя Арсенія залишитися у Львові і очолити братську школу. Зворушений їх невідступним благанням, Святитель погодився і, відіславши царську милостиню та подарунки до Константинополя, взявся до нового послуху. За час свого перебування у Львові (1586-1588 рр.) святитель Арсеній склав для братської школи, першим ректором якої він був, навчальну програму “Порядок шкільний”. “Порядок шкільний” святителя Арсенія був створений в традиціях грецької школи і став одним з найдавніших шкільних статутів Європи. В основі Статуту була ідея рівності учнів. В ньому наголошувалось, що“багаті над убогими в школі нічим не можуть бути вищими, крім тільки наукою”.    У Статуті зазначалося, що до обіду вчитель повинен навчати учнів не тільки читання та письма, але також граматики, риторики, діалектики, музики, Святому Євангелію та Книгам Апостольським. З усіх цих предметів належало видавати учням записки, тобто рукописні навчальні посібники. Після обіду відбувалося навчання пасхалії, арифметики і церковного співу. Крім того, по суботах після вечірні вчитель повинен був вести бесіди з дітьми, виховуючи у них побожність та пояснюючи їм християнські обов’язки у стосунках з батьками та ближніми, а в святкові та недільні дні – розкривати зміст свят і євангельських та апостольських читань, що припадають для читання в храмах на ці дні. Досить серйозні вимоги ставилися до вчителя. Він мав бути “благочестивий, розумний, не п’яниця, не блудник…”. “Порядок шкільний” святителя Арсенія став взірцем для статутів інших братських шкіл в Україні, Білорусії та Литві, а очолювана ним школа відіграла важливу роль у житті православної громади Львова.
Святитель Арсеній два роки викладав грецьку та церковно-слов’янську мови у Львівській братській школі і склав для неї двомовну граматику під назвою “Адельфо-тес”, або “Граматика доброглаголиваго єлинословенского языка”. Граматика святителя Арсенія послужила згодом зразком для створення широко відомої на Русі граматики Лаврентія Зизанія і Мелетія Смотрицького.
Наприкінці 1587 року Константинопольський Патріарх Ієремія II надіслав Львівському братству особливу грамоту, в якій благословив як саме братство, так і його школи. Це було схваленням діяльності святителя Арсенія з боку Вселенського Патріарха.
1588 року святитель Арсеній вдруге прибув до Росії з посольством Константинопольського Патріарха Ієремії II. Він брав участь у переговорах із московським урядом з приводу встановлення патріаршества в Росії, а потім у виборах та рукопокладенні першого Патріарха всієї Русі святителя Іова. Під час прощального прийому грецьких послів у царя Феодора Іоанновича він отримав дозвіл залишитися у Москві.
Подальша діяльність за межами України
Усе подальше життя святителя Арсенія було пов’язано із Росією, де він виконував функції представника Східних Православних Патріархів. Чужинець за походженням і вихованням, він зумів набути на своїй другій батьківщині міцне становище, заслужити повагу всіх, з ким йому доводилося спілкуватися. Наприкінці 1596-го – початку 1597 років він стає архієпископом кремлівського Архангельського собору, активно бере участь у церковному житті Московської держави. Святитель Арсеній прославився своєю добродійністю. На власні кошти він будує та прикрашає храми, робить численні вклади в російські та грецькі монастирі.
Живучи в Московському Кремлі, поблизу царського палацу, всі роки Смути (період історії Московського царства з 1604-го до 1613 року) він був свідком зміни урядів, народних бунтів, безчинств та пограбувань іноземними завойовниками, бачив страшні пожежі та смерть близьких людей. Рятуючи від неминучого осквернення польськими загарбниками чудотворну Володимирську ікону Божої Матері, святитель Арсеній заховав її у надійному місці. Сам Святитель зазнав найтяжчих випробувань: голод, скруту, хвороби.
Під час недуги уві сні він побачив преподобного Сергія Радонезького, який сказав, що лиха вже скоро минуть. Немов на підтвердження істинності пророцтва, Святитель отримав зцілення від хвороби. А незабаром Москва була звільнена від поляків військом князя Димитрія Пожарського та міщанина Кузьми Мініна. На чолі духовенства святитель Арсеній зустрічав війська визволителів біля Спаських воріт Кремля з Володимирською іконою Божої Матері.
1613 року у звільненій Москві відбулося обрання та вінчання на царство Михаїла Феодоровича Романова. В урочистостях брав участь і святитель Арсеній Еласонський.
Останні роки життя
Останні роки життя святителя Арсенія пов’язані з Суздалем, де він обіймав кафедру архієпископа. Ставши у 1616 році архієпископом Суздальським і Таруським, він продовжував жити в Москві і переїхав у Суздаль лише через кілька років. Тут Святитель також користувався загальною шаною та любов’ю. Не раз він клопотав перед царем і Патріархом про виділення коштів на відновлення церков, розорених під час Смути, робив щедрі пожертви на монастирі. Незадовго до своєї смерті за наказом Патріарха Філарета він брав участь у дослідженні чудес від Казанської ікони Божої Матері.
Святитель Арсеній помер 29 квітня 1625 року і був похований у Суздальському соборі Різдва Пресвятої Богородиці. Одразу після смерті Святитель прославився як чудотворець, біля гробу якого здійснилась безліч зцілень. Перше знайдення мощей святителя Арсенія відбулось у 1668 році. У 1982 році Святителя було прославлено як місцешанованого святого в Соборі Володимирських святих. Вдруге мощі святого були віднайдені 23 серпня 2005 року.
Пам’ять святителя Арсенія Еласонського, архієпископа Суздальського і Таруського, вшановується 29 квітня (12 травня за н. ст.); 23 червня (6 липня за н. ст.) із Собором Володимирських святих та у Неділю третю по П’ятидесятниці із Собором Галицьких святих.

Також у Львівському університеті імені Івана Франка на факультеті іноземних мов є центр грецької мови та культури імені Арсенія Еласонського (432 аудиторія).

### Твори
Автор:
- «Адельфотес» — відома граматика, написаної грецькою і тогочасною літературною українською мовами.
- «Опис подорожі до Московії»